# Paradentalium katowense
Paradentalium katowense är en blötdjursart som först beskrevs av Brazier 1877.  Paradentalium katowense ingår i släktet Paradentalium och familjen Dentaliidae. Inga underarter finns listade i Catalogue of Life.